# Генрі Бурш'є, 2-й граф Ессекс
Генрі Бурш'є (англ. Henry Bourchier; д/н — 13 березня 1540) — державний діяч Англійського королівства.

## Життєпис
Походив з нормандського шляхетського роду Бурш'є. Сина віконта Вільяма Буш'є та Анни (доньки Річарда Вудвіла, 1-го графа Ріверс). За материнською лінією був небожем королеви Єлизавети Вудвіл. Народився десь у 1470-х роках. 1480 року помирає його батько. Перебував під опікою діда Генрі Бурш'є, графа Ессекса. після смерті якого у 1483 році успадкував його титули.
Був присутній під час облоги Булоні в 1492 році. На початку 1490-х років став членом таємної ради Генріха VII. Набув значного впливу в графстві Ессекс, де зміг призначити 7 мирових суддей, а 1494 року свого клієнта Роберта Пламмера шерифом графства. Потім в графстві Герефорд поставив мировими суддями Томаса Найтона, барона Томаса Кліффорда та Гамфрі Фіцгерберта. 1497 року брав участь у придушення корнуельського повстання.
Зі сходженням 1509 року на трон Генріха VIII призначається капітаном гвардії йоменів. 1512 року одружився з Марією Сей. У 1513 році командував кавалерійським авангардом у битві шпор, де зміг розгромити французьких жандармів, сприяючи загальній перемозі. В нагороду призначається генерал-лейтенантом списників. Брав участь в облозі Теруана та Турне. 1514 року був призначений головним капітаном королівських сил.
У 1520 році перебував в оточенні короля, коли той зустрівся у Франції з королем Франциском I на Золотому Полі, де ніс державного меча. 1521 року був одним із суддів на процесі над Едвардом Стаффордом, герцогом Бекінгемом, коли останнього судили за звинуваченням у державній зраді. Після стратити того отримав Бедмінстер як частку конфіскованих маєтків герцога.
1535 році помирає його дружина. 1536 року оженився вдруге. У березні 1540 року він зламав шию після падіння з коня, помер від отриманої травми і був похований у церкві Літл-Істон в Ессексі. оскільки не мав синів його титул графа Ессекса перейшов до корони.